# Леонард Вері
Леонард Вері (нід. Leonard Wery, 27 березня 1926 — 29 серпня 2019) — нідерландський хокеїст на траві.
Срібний призер Олімпійських Ігор 1952 року.